# Венявино
Венявино — деревня в Горайской волости Островского района Псковской области.
Расположена в 29 км к югу от города Остров, в 1 км к северу от деревни Гривы.
Численность населения деревни по состоянию на 2000 год составляла 4 человека.
До 3 июня 2010 года деревня входила в состав ныне упразднённой Синерецкой волости с центром в д.[[Гривы